# 케일라 메이소넷
케일라 메이소넷(Kayla Maisonet, 1999년 6월 20일 ~ )은 미국의 배우이다.

## 출연 작품

### 텔레비전
- 도그 위드 어 블로그 (2012-15)
- 중간 딸은 힘들어 (2016-18)
- 크레이지 엑스 걸프렌드 (2018)
- 스피치리스 (2018-19)
- 나의 대통령 일기 (2021)